# Вудланд (Минесота)
Вудланд (енгл. Woodland) град је у америчкој савезној држави Минесота.

## Демографија
По попису из 2010. године број становника је 437, што је 43 (-9,0%) становника мање него 2000. године.
| Група             | 2000.       | 2010.       |
| Белци             | 468 (97,5%) | 420 (96,1%) |
| Афроамериканци    | 0 (0,0%)    | 1 (0,2%)    |
| Азијати           | 2 (0,4%)    | 2 (0,5%)    |
| Хиспаноамериканци | 5 (1,0%)    | 10 (2,3%)   |
| Укупно            | 480         | 437         |